# Agnopol
Agnopol est une localité polonaise de la gmina de Budziszewice, située dans le powiat de Tomaszów Mazowiecki en voïvodie de Łódź.